# Wenham Parva
Wenham Parva – civil parish w Anglii, w Suffolk, w dystrykcie Babergh. W 2001 civil parish liczyła 27 mieszkańców.